# Zadnia Świnkowa Szczerbina
Zadnia Świnkowa Szczerbina (słow. Štrbina za Bránou, Štrbina za bránami, niem. Hintere Swinkascharte, Hintere Hahnenkammscharte, węg. Hátsó Szvinkacsorba, Hátsó Tarajoscsorba) – wąska przełęcz znajdująca się na wysokości ok. 2170 lub ok. 2160 m w dolnej części zachodniej grani Kołowego Szczytu w słowackich Tatrach Wysokich. Jest położoną najbliżej Kołowego Szczytu z trzech przełączek w górnym odcinku Bździochowej Grani pomiędzy kopułą szczytową masywu na południowym wschodzie a Świnką na północnym zachodzie. W dalszej części grani znajdują się kolejno Wyżnia Bździochowa Brama i Skrajna Świnkowa Szczerbina. Pomiędzy Zadnią Świnkową Szczerbiną a Wyżnią Bździochową Bramą wznosi się niewielki garb o wysokości ok. 2182 m.
Stoki południowo-zachodnie opadają z grani do Doliny Czarnej Jaworowej. Zbiega z niej urwisty żleb, mający wylot pomiędzy Czarnymi Młakami a Czarnym Bańdziochem. Na północ od Zadniej Świnkowej Szczerbiny znajduje się Bździochowa Kotlina – górne piętro Doliny Kołowej. Pod samym siodłem znajdują się dwa równoległe kominy, niżej skalisty żleb.
Na przełęcz nie prowadzą żadne szlaki turystyczne. Najdogodniejsza droga dla taterników wiedzie z Doliny Czarnej Jaworowej na Wyżnią Bździochową Bramę i dalej granią.
Pierwszego wejścia na przełęcz dokonali podczas przejścia granią 13 sierpnia 1908 r. Antoni Jakubski, Adam Konopczyński i Stanisław Szulakiewicz.
Czasami przełęcz jest po polsku niepoprawnie nazywana Szczerbiną za Bramą.